# Ketevan Arakhamia-Grant
Ketevan Arakhamia-Grant (Ocsamcsira, 1968. július 19. –) grúz (abház) születésű skót sakkozó, nagymester.

## Sakkozói pályafutása
1985-ben megnyerte Dobrnában a junior sakkvilágbajnokságot. Nem sokkal ezután teljesítette a kritériumokat a női nemzetközi mesteri címhez, amelyet 1986-ban kapott meg. Ezután már a Női sakkvilágbajnoki címet célozta meg, és az 1980-as évek végén és az 1990-es évek elején játszott selejtező mérkőzéseken bebizonyította, hogy képes a legfelső szinten versenyezni. 1987-ben az első zónaközi versenyén Tuzlában a második helyen végzett Nana Ioszeliani mögött, az 1993-as jakartai és az 1995-ös chișinăui rendezvényeket azonban megnyerte. A világbajnokjelöltek versenyén azonban nem ért el olyan eredményt, hogy a világbajnoki címért mérkőzzön. A kieséses rendszerű 2000-es női sakkvilágbajnokságon a 2. fordulóban a később a döntőig jutó Csin Kan-jingtől szenvedett vereséget. A 2006-os női sakkvilágbajnokságon szintén a 2. fordulóban az exvilágbajnok Maia Csiburdanidze ütötte el a továbbjutástól. A 2015-ös női sakkvilágbajnokságon az első fordulóban legyőzte a magyar színekben induló, korábbi Ázsia- és Európa-bajnok Hoang Thanh Trangot, a 2. fordulóban azonban kikapott a később elődöntőig jutó svéd Pia Cramlingtól.
1990-ben győzött a Szovjetunió női sakkbajnokságán.
A világbajnoki versenyek mellett 1990-ben első helyet szerzett a Bielben rendezett női nyílt tornán és Genfben (IM), majd első nőként megnyerte Canberrában a Doeberl kupát. 1993-1994-ben a Hastings Premier tornán hat férfi nagymestert előzött meg, és hármukat legyőzte a megosztott harmadik helyezésig vezető úton; ez a női versenyzők között előtte csak Polgár Juditnak sikerült.
Az 1990-es években részt vett a Veterans vs Ladies tornákon, ahol legyőzte Borislav Ivkovot, Vlastimil Hortot, Vaszilij Szmiszlovot és Mark Tajmanovot.
1996-ban összeházasodott a szintén sakkozó Jonathan Granttal, és Edinburgh-ban telepedtek le.
Csapatban az 1990-es újvidéki sakkolimpián debütált a szovjet női csapatban, és 12/12 eredményt ért el. A szovjet és a grúz női csapatokkal összesen kilenc sakkolimpiai érmet szerzett, ebből két aranyérem csapatban és három aranyérem egyéniben. A sakkcsapat Európa-bajnokságokon csapatban 1997-ben Pólában egy aranyérmet, 1992-ben és 2005-ben ezüstérmeket szerzett.
Noha az Egyesült Királyságba költözött, több éven át továbbra is Grúzia csapatában játszott. 1983-ban, 1984-ben és 1990-ben Grúzia női sakkbajnoka volt. 2008-ban igazolt át választott hazájába.
2001-ben a varsói sakk-Európa-bajnokságon a nők között bronzérmet szerzett. 2003-ban holtversenyben Paul Motwanival skót bajnoki címet szerzett; ő volt az első nő, akinek ez sikerült. A brit sakkbajnokságon 2003-ban, 2004-ben, 2006-ban és 2007-ben női bajnoki címet szerzett. 2006-ban csak fél ponttal maradt le a bajnok Jonathan Rowson mögött.
2007-ben a gibraltári sakkfesztiválon legyőzte Nakamura Hikaru korábbi amerikai bajnokot egy 100 lépéses mérközésen.
2008-ban Liverpoolban az Európai Unió sakkbajnokságán a legjobb női versenyző díját kapta, holtversenyben Jovanka Houskával és Dembo Jelenával. A drezdai sakkolimpián Skócia csapatában játszva a döntőbeli győzelemmel teljesítette a nagymesteri normát, és 2009. januárban elérte a 2500 Élő-pontszámot is, így 2009. márciusban megkapta a nagymesteri (GM) címet. 2506-os Élő-pontszámával a női sakkozók örökranglistáján 2021-ben a 41. helyen áll, és ezzel a legmagasabb pontszámot elért skót sakkozó. 2009. augusztusban megnyerte a Baltic Queen körmérkőzéses tornát Szentpéterváron.

## Fordítás
Ez a szócikk részben vagy egészben  a   Ketevan Arakhamia-Grant című angol Wikipédia-szócikk ezen változatának fordításán alapul.  Az eredeti cikk szerkesztőit annak laptörténete sorolja fel. Ez a jelzés csupán a megfogalmazás eredetét és a szerzői jogokat jelzi, nem szolgál a cikkben szereplő információk forrásmegjelöléseként.